# Макеев, Николай Иванович
Никола́й Ива́нович Маке́ев (22 мая 1911 года, Новобатайск — 1988 год) — советский военнослужащий, генерал-лейтенант, главный редактор газеты «Красная звезда» (1955—1985).

## Биография
Николай Иванович Макеев родился 22 мая 1911 года в селе Новобатайск, что под Ростовом-на-Дону.

Окончил с отличием Коммунистический институт журналистики имени В. В. Воровского.

Работать в «Красной звезде» Н. И. Макеев начал с 1950 года, возглавлял отдел пропаганды.

Руководил газетой «Красная звезда» почти три десятилетия: с 15 декабря 1955 года по 12 июля 1985 года.

Скончался в 1988 году. Похоронен на Кунцевском кладбище (уч. 9).

### Семья[2]
- Жена: Татьяна Дмитриевна (1925—2001);
  - Дочь: Ольга (1949—1996).

## Награды
- Орден Октябрьской Революции,
- Орден Отечественной войны II степени,
- Орден Отечественной войны I степени,
- Орден Трудового Красного Знамени,
- Орден Трудового Красного Знамени,
- Орден Красной Звезды,
- Орден Красной Звезды,
- Орден Красной Звезды,
- «Орден За службу Родине в Вооружённых Силах СССР» III степени
- «Орден Знак Почёта».

## Факты
Тираж «Красной звезды» при руководстве Николая Ивановича, составлявший в начале его работы 500 тысяч экземпляров, превысил 2 (два) миллиона.